# Ектор Ріаль
Ектор Ріаль (ісп. Héctor Rial, 14 жовтня 1928, Пергаміно — 24 лютого 1991, Мадрид) — аргентинський і іспанський футболіст, що грав на позиції нападника, зокрема за національну збірну Іспанії та «Реал Мадрид», у складі якого у другій половині 1950-х виграв п'ять Кубків європейських чемпіонів поспіль.
По завершенні ігрової кар'єри — тренер.

## Клубна кар'єра
У дорослому футболі дебютував 1947 року виступами на батьківщині за «Сан-Лоренсо». Влітку 1949 року перебрався до Колумбії, де незадовго до того була започаткована перша у Південній Америці професійна футбольна ліга, в якій Ріаль протягом двох наступних років грав за «Санта-Фе». Згодом протягом 1952–1954 років захищав кольори уругвайського «Насьйоналя».
1954 року був запрошений до Іспанії, де в лавах клубу «Реал Мадрид» приєднався до в майбутньому легендарного співвітчизника Альфредо Ді Стефано. Відіграв за королівський клуб наступні сім сезонів, протягом яких той домінував не лише на національній, але й на континентальній арені. За цей період своєї кар'єри чотири рази виборював титул чемпіона Іспанії, п'ять років поспіль ставав володарем Кубка європейських чемпіонів та володарем Міжконтинентального кубка 1960 року. У складі мадридського «Реала» був одним з головних бомбардирів команди, маючи середню результативність на рівні 0,55 гола за гру першості.
На початку 1960-х років втратив місце в основі «Реала» і 1961 року був спочатку відданий в оренду до чилійського клубу «Уніон Еспаньйола», а згодом перейшов в барселонський «Еспаньйол».
Завершував ігрову кар'єру в сезоні 1962/63 у Франції, в марсельському «Олімпіці», який у тій кампанії фінішував на останньому місці турнірної таблиці першості країни.

## Виступи за збірну
Перебуваючи в мадридському «Реалі», отримав іспанське громадянство і 1955 року дебютував в офіційних матчах за національну збірну Іспанії.
Загалом протягом чотирирічної кар'єри в національній команді провів у її формі 5 матчів, забивши один гол (у товариській грі проти збірної Англії).

## Кар'єра тренера
Розпочав тренерську кар'єру невдовзі по завершенні кар'єри гравця, 1965 року, очоливши тренерський штаб «Понтеведри».
Згодом працював із «Мальоркою», «Реалом Сарагоса» та «Лас-Пальмасом», а протягом 1971–1972 років тренував олімпійську збірну Іспанії.
У подальшому до початку 1980-х встиг попрацювати не лише в Іспанії з «Депортіво» (Ла-Корунья) та «Ельче», але й на батьківщині з «Естудьянтес», а також у Мексиці, де тренував спочатку «Чивас», а наприкінці тренерської кар'єри — їх локального конкурента «Атлас».
Помер 24 лютого 1991 року на 63-му році життя в Мадриді.

## Титули і досягнення

### Командні
- Чемпіон Іспанії (4):

«Реал Мадрид»: 1954-1955, 1956-1957, 1957-1958, 1960-1961
- Володар Кубка чемпіонів УЄФА (5):

«Реал Мадрид»: 1955-1956, 1956-1957, 1957-1958, 1958-1959, 1959-1960
- Володар Міжконтинентального кубка (1):

«Реал Мадрид»: 1960